# Druhá vláda Édouarda Philippa
Druhá vláda Édouarda Philippa (francouzsky: gouvernement Édouard Philippe II) byla čtyřicátá první vláda páté Francouzské republiky v čele s premiérem Édouardem Philippem. Philippa pověřil vytvořením nové vlády francouzský prezident Emmanuel Macron dne 19. června 2017 poté, co premiér Philippe podal dle zvyku po parlamentních volbách demisi. Oproti Philippově předchozí vládě, která působila jen krátce, došlo k několika změnám na ministerských postech. Důvodem bylo především, že se čtyři ministři za Demokratické hnutí rozhodli ze svých postů odstoupit vzhledem k zostření skandálu se zneužitím fondů Evropské unie jejich stranou.
Dne 3. července 2020 složil premiér Philippe do rukou prezidenta Macrona demisi své vlády.

## Složení vlády
| Portfej                                     | Ministr / člen vlády                 | Strana | Strana                                              | Nástup do úřadu   | Odchod z úřadu    |
| ------------------------------------------- | ------------------------------------ | ------ | --------------------------------------------------- | ----------------- | ----------------- |
| Předseda vlády                              | Édouard Philippe                     |        | nestraník (původně Republikáni)                     | 19. června 2017   | úřadující         |
| Státní ministr Ministr vnitra               | Gérard Collomb                       |        | Socialistická strana                                | 21. června 2017   | 3. října 2018     |
| Státní ministr Ministr vnitra               | Édouard Philippe (pověřen řízením)   |        | nestraník (původně Republikáni)                     | 3. října 2018     | 16. října 2018    |
| Státní ministr Ministr vnitra               | Christophe Castaner                  |        | V pochod!                                           | 16. října 2018    | úřadující         |
| Státní ministr Ministr životního prostředí  | Nicolas Hulot                        |        | nestraník                                           | 21. června 2017   | 4. září 2018      |
| Státní ministr Ministr životního prostředí  | François de Rugy                     |        | V pochod!                                           | 4. září 2018      | 16. července 2019 |
| Státní ministr Ministr životního prostředí  | Élisabeth Borneová                   |        | V pochod!                                           | 16. července 2019 | úřadující         |
| Ministr spravedlnosti                       | Nicole Belloubetová                  |        | nestraník                                           | 21. června 2017   | úřadující         |
| Ministr pro Evropu a zahraničí              | Jean-Yves Le Drian                   |        | nestraník (původně Socialistická strana)            | 21. června 2017   | úřadující         |
| Ministr obrany                              | Florence Parlyová                    |        | Socialistická strana                                | 21. června 2017   | úřadující         |
| Ministr hospodářství a financí              | Bruno Le Maire                       |        | V pochod! (původně Republikáni)                     | 21. června 2017   | úřadující         |
| Ministr akce a veřejných financí            | Gérald Darmanin                      |        | V pochod! (původně Republikáni)                     | 21. června 2017   | úřadující         |
| Ministr územní soudržnosti                  | Jacques Mézard                       |        | Radikální hnutí (původně Levicová radikální strana) | 21. června 2017   | 16. října 2018    |
| Ministr územní soudržnosti                  | Jacqueline Gouraultová               |        | Demokratické hnutí                                  | 16. října 2018    | úřadující         |
| Ministr práce                               | Muriel Pénicaudová                   |        | V pochod! (původně nestraník)                       | 21. června 2017   | úřadující         |
| Ministr sociálních věcí a zdravotnictví     | Agnès Buzynová                       |        | V pochod! (původně nestraník)                       | 21. června 2017   | 16. února 2020    |
| Ministr sociálních věcí a zdravotnictví     | Olivier Véran                        |        | V pochod!                                           | 16. února 2020    | úřadující         |
| Ministr kultury                             | Françoise Nyssenová                  |        | nestraník                                           | 21. června 2017   | 16. října 2018    |
| Ministr kultury                             | Franck Riester                       |        | Jednat                                              | 16. října 2018    | úřadující         |
| Ministr zemědělství                         | Stéphane Travert                     |        | V pochod!                                           | 21. června 2017   | 16. října 2018    |
| Ministr zemědělství                         | Didier Guillaume                     |        | nestraník                                           | 16. října 2018    | úřadující         |
| Ministr školství                            | Jean-Michel Blanquer                 |        | V pochod! (původně nestraník)                       | 21. června 2017   | úřadující         |
| Ministr vyššího vzdělání, výzkumu a inovací | Frédérique Vidalová                  |        | V pochod! (původně nestraník)                       | 21. června 2017   | úřadující         |
| Ministr zámoří                              | Annick Girardinová                   |        | Radikální hnutí (původně Levicová radikální strana) | 21. června 2017   | úřadující         |
| Ministr sportu                              | Laura Flesselová-Colovicová          |        | nestraník                                           | 21. června 2017   | 4. září 2018      |
| Ministr sportu                              | Roxana Maracineanuová                |        | Socialistická strana                                | 4. září 2018      | úřadující         |
| Ministr pověřený dopravou                   | Élisabeth Borneová                   |        | V pochod!                                           | 21. června 2017   | 16. července 2019 |
| Ministr pověřený dopravou                   | Jean-Baptiste Djebbari               |        | V pochod!                                           | 3. září 2019      | úřadující         |
| Ministr pověřený evropskými záležitostmi    | Nathalie Loiseauová                  |        | V pochod!                                           | 21. června 2017   | 27. března 2019   |
| Ministr pověřený evropskými záležitostmi    | Jean-Yves Le Drian (pověřen řízením) |        | nestraník (původně Socialistická strana)            | 27. března 2019   | 31. března 2019   |
| Ministr pověřený evropskými záležitostmi    | Amélie de Montchalinová              |        | V pochod!                                           | 31. března 2019   | úřadující         |
| Ministr bez portfeje                        | Jacqueline Gouraultová               |        | Demokratické hnutí                                  | 21. června 2017   | 16. října 2018    |